# دیوید لیوایز
دیوید لیوایز (انگلیسی: Dave Lewis؛ زادهٔ ۱۹۶۵) کارآفرین، بازرگان و مدیر ارشد اجرایی بریتانیایی است، که در حال حاضر به‌عنوان مدیر عامل اجرایی و رییس هیئت مدیره شرکت تسکو فعالیت می‌کند.